# Resolució 2389 del Consell de Seguretat de les Nacions Unides
La Resolució 2389 del Consell de Seguretat de les Nacions Unides fou adoptada per unanimitat el 8 de desembre de 2017. El Consell va demanar als països de la regió dels Grans Llacs d'Àfrica que treballessin en l'acord marc que havien conclòs gairebé cinc anys abans per posar fi als conflictes en curs a la regió.

## Contingut
En el curs de l'any 2017, el nombre de refugiats i desplaçats interns a la regió dels Grans Llacs va augmentar considerablement. Actualment hi havia 3.5 milions de refugiats i més de 7 milions de persones internes desplaçades. Era de gran importància que tots els grups armats del Congo estiguessin desarmats. L'exèrcit congolès va realitzar operacions amb la MONUSCO per neutralitzar-les. El comerç il·legal d'armes, tot i un embargament, i el comerç de matèries primeres permetia que el conflicte continués.
Les parts en l'Acord Marc de pau, seguretat i cooperació de 2013 havien confirmat que complirien plenament i en forma oportuna les seves obligacions en virtut d'aquest acord. Aquest acord abordarà les causes subjacents del conflicte. Els països de la regió ja no interferirien ni donarien suport als grups armats. El Congo hauria de reformar el seu exèrcit, controlar l'est del país i establir la reconciliació, la tolerància i la democràcia.